# Rio Lungué-Bungo

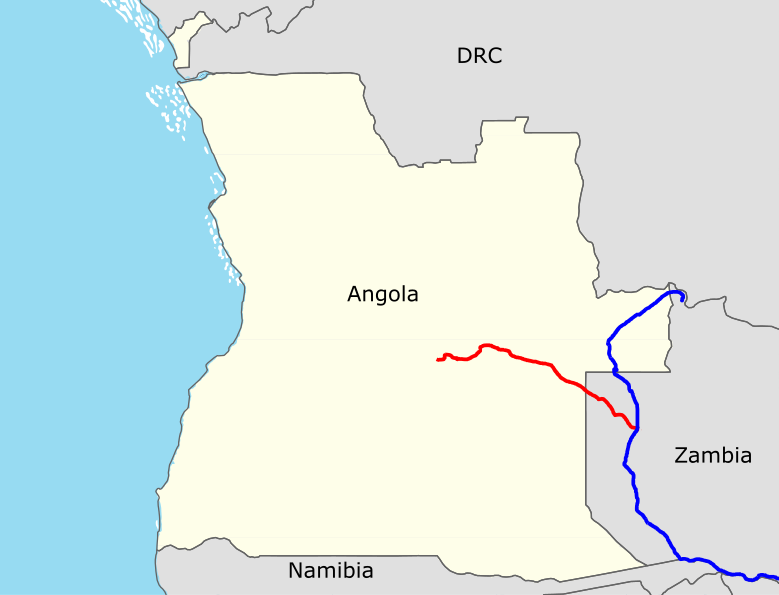
Rio Lungué-Bungo em vermelho; em azul o rio Zambeze.

O rio Lungué-Bungo, também conhecido como Longue-Bongo, é um curso de água que nasce em Angola, parte da bacia hidrográfica do rio Zambeze, que tem sua foz na Zâmbia.
As cabeceiras do Lungué-Bungo estão no centro de Angola a uma altitude de cerca de 1400 metros, fluindo para sudeste através do planalto do sul da África. Nos 50 primeiros quilômetros desenvolve seu calado e extensão básico, que mantém para a maior parte do seu curso, de meandros extremamente intricados, com múltiplos canais e lagoas marginais, tendo ainda um canal pantanoso de cerca de 800 m de largura que por sua vez é em um vale raso com uma planície de inundação 3 a 5 km de largura, inundado na estação chuvosa. As bordas da planície de inundação são um solo arenoso branco coberto de mata fina. O canal principal do rio cresce de 50 m de largura a 200 m de largura perto do rio Zambeze, e a sua planície de inundação aumenta à medida que se funde com a do Zambeze, no início da planície aluvial do Zambeze, que tem 25 km de largura nesse ponto.
O comprimento do rio é de cerca de 645 km, mas é tão serpenteante, extremo e estreito que, se esticado como um pedaço de corda, seu comprimento seria um múltiplo de três ou quatro vezes esse valor.
Enquanto o rio é um recurso valioso para as pessoas que vivem nas suas margens como uma fonte de peixe, seus meandros o tornam inadequado para o transporte fluvial, exceto na estação chuvosa, quando canoas e pequenos barcos podem andar na enchente.